# Cymbalophora diva
Cymbalophora diva là một loài bướm đêm thuộc phân họ Arctiinae, họ Erebidae.